# Daniel Arenas
Daniel Arenas  (Bucaramanga, 1979. március 30. –) kolumbiai színész és modell.

## Élete
Daniel Arenas 1979. március 30-án született Bucaramangában. Karrierjét 2002-ben kezdte a Protagonistas de novela című valóságshowban. 2013-ban Octavio szerepét játszotta a Maricruz című sorozatban. 2014-ben főszerepet kapott A macska című telenovellában Maite Perroni, Laura Zapata, Jorge Poza, Paloma Ruiz de Alda mellett.

## Filmográfia

### Telenovellák
- S.O.S. me estoy enamorando (2021–2022) Alberto Muñoz
- Vészhelyzet Mexikóban (2019–2020) David Paredes (Magyar hang: Moser Károly)
- Mi marido tiene familia (2017–2019) Robert Cooper / Juan Pablo
- Álmodj velem! (Despertar contigo) (2016–2017) Pablo Leal Ventura (Magyar hang: Szabó Máté)
- A Macska (La gata) (2014) Pablo Martínez Negrete (Magyar hang: Szabó Máté)
- Maricruz (Corazón indomable) (2013) Octavio Narváez (Magyar hang: Szabó Máté)
- Amorcito corazón  (2011) William 'Willy, Willy Boy' Guillermo Pinzón Hernández
- Teresa (2010–2011) Fernando Moreno Guijarro (Magyar hang: Posta Victor)
- Doña Bella (2010) Nicolás Ayala
- La sucursal del cielo (2009) Samuel Lizcano
- Nuevo Rico, Nuevo Pobre (2007)  Edwin Alfonso
- Infieles anonimos (2007)
- Decisiones (2007)
- Asi es la vida (2007)
- Los Reyes  (2005)  Santiago Iriarte
- Un ángel llamado Azul  (2003)
- Francisco el Matemático(2003) Hans
- Protagonistas de novela (2002) Önmaga

### Színház
- Que rico mambo (2012)
- Hercules (2012)
- Gaitan, el hombre a quien ame (2009)
- Jesucristo Superestrella (2006)

## Díjak és jelölések

### India Catalina-díj
| Év   | Kategória                    | Telenovella | Eredmény |
| ---- | ---------------------------- | ----------- | -------- |
| 2006 | Legjobb férfi mellékszereplő | Los Reyes   | Jelölve  |

### People en Español-díj
| Év   | Kategória                                | Telenovella       | Eredmény |
| ---- | ---------------------------------------- | ----------------- | -------- |
| 2013 | Legjobb férfi főszereplő                 | Corazón Indomable | Jelölve  |
| 2013 | Legjobb páros (Ana Brenda Contrerasszal) | Corazón Indomable | Jelölve  |

### TVyNovelas-díj
| Év   | Kategória                | Telenovella       | Eredmény |
| ---- | ------------------------ | ----------------- | -------- |
| 2014 | Legjobb férfi főszereplő | Corazón Indomable | Jelölve  |